# All-Terrain Hex-Legged Extra-Terrestrial Explorer
All-Terrain Hex-Legged Extra-Terrestrial Explorer (ATHLETE) (дословно «Аппарат для исследования внеземных поверхностей любого типа, снабженный шестью конечностями») — автоматический шестиногий транспортный вездеход (планетоход), разрабатываемый Jet Propulsion Laboratory (JPL), Калифорнийским технологическим институтом и НАСА.

## Назначение
Ровер предназначен для высадки на Луну (в перспективе — Марс) и транспортировки грузов, жилых и лабораторных модулей по поверхности.

## Описание
Разработка ведется как часть программы НАСА «Созвездие».
Разработка 2009 года состоит из трех прикреплённых к грузовой платформе независимых частей. Каждая часть выглядит как две конечности, на которых находится по одному колесу. Все три части могут работать независимо, а при подсоединении к грузовой платформе функционируют как единое целое.
Для передвижения по тяжелым участкам местности, колеса могут быть заблокированы и конечности будут использоваться как «лапы» насекомого.
Высота «стоящего» ровера составляет четыре метра, грузоподъёмность— 450 килограммов в условиях земной гравитации.
Максимальная скорость передвижения ATHLETE равна 2 километра в час.